# Il misantropo (Menandro)
Il misantropo, anche nota col titolo originale di Dyskolos (in greco antico: Δύσκολος?, Dýskolos) o come Il burbero o Il bisbetico o  Il Selvatico, è una commedia di Menandro, l'unica che ci sia pervenuta pressoché completa (a parte piccole lacune) di tutta la cosiddetta Commedia nuova dell'antica Grecia. Fu presentata per la prima volta nelle festività delle Lenee nel  316 a.c. e valse a Menandro il primo premio. Il titolo dell'opera allude al brutto carattere del protagonista Cnemone.
Nel 1957 fu ritrovato un manoscritto su papiro (papiro Bodmer P4) dell'intero testo del Dyskolos, pubblicato due anni dopo. Il papiro è stato acquistato dal bibliofilo svizzero, Martin Bodmer, e studiato dal professor Victor Martin dell'Accademia di Ginevra. In Italia, alla scoperta del papiro, il filologo classico e papirologo Carlo Diano si accinse immediatamente a darne una ricostruzione filologica che, insieme alla traduzione, avrebbe dovuto essere pubblicata a metà del 1959, ma, per alcuni problemi logistici, fu data alle stampe solo a gennaio del 1960 (Menandro, il Dyskolos, ovvero il Selvatico, testo e traduzione a cura di Carlo Diano, Padova 1960), preceduta nell'ottobre del 1959 dal saggio Note in margine al Dyskolos di Menandro, un saggio sulla ricostruzione filologica del testo, dedicato al grecista tedesco e amico Wolfgang Schmid.
L'argumentum della commedia fu stilato dal filologo Aristofane di Bisanzio, mentre la didascalia ci permette di sapere, oltre della vittoria alle Lenee, che l'attore protagonista era Aristodemo di Scafe (o Scarfe).

## Trama
La commedia è messa in moto dal dio Pan, che fa innamorare Sostrato (un ricco ed elegante giovane di città) di una ragazza di campagna, figlia di un vecchio misantropo, Cnemone. Il ragazzo si innamora di lei mentre è a caccia.
Cnemone è un vecchio bisbetico contadino che vive in casa con la sua unica figlia e una serva. La moglie, stanca di lui, si è trasferita a casa del figlio di primo letto, il serio e laborioso Gorgia, che abita nella casa accanto. Cnemone vive coltivando il suo podere ed evitando il più possibile ogni forma di contatto con gli estranei. Sostrato vuole chiedere in sposa la fanciulla, Gorgia sospetta di ciò, ma l'altro si conquista la sua amicizia, dichiarando la sua intenzione di sposare la ragazza offrendosi di lavorare con il futuro suocero nei campi per conoscerlo meglio.
Nel frattempo giunge la madre di Sostrato che ha preparato un sacrificio in onore di Pan nella grotta accanto alla casa di Cnemone. Il vecchio, vedendo la folla, decide di restare in casa a sorvegliare la situazione. Sostrato torna deluso dalla campagna e si unisce ai commensali.
Ad un certo punto si viene a conoscenza del fatto che Cnemone, nel tentativo di recuperare un'anfora sfuggita alla sua serva, è caduto in un pozzo. Sostrato e Gorgia corrono a salvarlo e Cnemone, dopo il pericolo che ha corso, decide di donare a Gorgia tutti i suoi averi, affidandogli anche la figlia. Gorgia decide, quindi, di concedere la sorellastra all’amico Sostrato, mentre Sostrato convince il padre Callippide a far sposare la sorella con Gorgia.
La commedia si conclude con il doppio banchetto nuziale, a cui Geta (un servo) e Sicone (il cuoco) trascinano a forza il riluttante Cnemone, prendendolo in giro.

## Commento
Esempio della Commedia nuova, il Dyskolos, a differenza di ciò che avveniva nella commedia antica, imposta l'intreccio non più su fatti sociali o politici, ma ambienta l'azione in una dimensione per così dire "borghese" (seppure il protagonista sia un contadino), concentrandosi in particolare su un fatto d'amore (che, perlomeno apparentemente, sembra diventare il soggetto dell'opera, mentre in effetti non è tanto su questo aspetto che l'autore insiste). A riprova del nuovo clima del teatro greco di età ellenistica, sparisce la parabasi che, soprattutto con Aristofane, era diventata un momento, all'interno dello spettacolo teatrale, nel quale il commediografo esprimeva le proprie idee sia in campo politico sia anche in campo letterario: persa la dimensione politica del teatro aristofaneo, essa, in effetti, non aveva più ragione di esistere.